# محمود کمره‌ای

محمود کمره‌ای پژوهشگر ایرانی و استاد ممتاز دانشکده مهندسی برق و کامپیوتر دانشگاه تهران است. او همچنین معاون آموزشی این دانشگاه و سرپرست پژوهشکده فناوری‌های همگرا است.